# Alexandre Cousebandt d'Alkemade
Pour les articles homonymes, voir Alkemade (homonymie).
Alexandre Cousebandt (ou Cousebant) d'Alkemade (Audenarde, 26 avril 1840 - Saint-Josse-ten-Noode, 2 novembre 1922) est un officier et un ministre de la Guerre belge.

## Biographie
Alexandre Cousebandt d'Alkemade, né le 26 avril 1840 à Audenarde, est le fils d'Henri Cousebant d'Alkemade et van Léocadie de Formanoir de la Cazerie. Le 21 juin 1866, il se marie à Celles dans la province de Namur avec Valérie de Cambry de Baudimont (1844-1911). Le couple a six filles.
Il entre dans l'armée en novembre 1858 et fait partie de la 24e promotion armes spéciales de l'École royale militaire. Il sort de l'école d'application en 1863 avec le grade de sous-lieutenant du corps d'état-major. Il franchit les différents échelons de commandement et en décembre 1893, est promu colonel d'état-major. Directeur des opérations militaires, il est nommé général-major en 1898. Faisant partie d'une famille réputée noble, son titre de noblesse d'écuyer est reconnu le 24 août 1898.
En août 1899, il est nommé, à la demande expresse du roi Léopold II, ministre de la Guerre dans le gouvernement De Smet de Naeyer II. La situation de l'armée à son entrée en fonction est compliquée en raison de l'opposition récurrente de la droite pacifiste au service personnel obligatoire. Dans un premier temps, il est contraint de louvoyer entre les desiderata des partis politiques et les impératifs militaires. En 1902, il est toutefois nommé lieutenant-général, grade le plus élevé dans la hiérarchie militaire belge et, en 1906, réussit à faire voter une loi sur la modernisation du système défensif du camp retranché d'Anvers. Il modernise également l'armée en introduisant des canons à tir rapide, complète l'armement des batteries et améliore la situation matérielle et morale de l'armée. On lui doit l'exécution rapide et ordonnée de la mobilisation en août 1914 au début de la Première Guerre mondiale. Il reste au poste de ministre de la Guerre jusqu'à sa démission en mai 1907 à la suite de la chute du gouvernement De Smet de Naeyer. 
Il devient ensuite aide de camp du roi Léopold II jusqu'au décès du souverain en 1909.

## Distinctions
- Grand officier de l'ordre de Léopold en 1905 (Belgique).
- Croix civique de première classe (Belgique).
- Officier de la Légion d'honneur (France).
- Grand cordon de l'ordre du Sauveur (Grèce).
- Commandeur de l'ordre de l'Aigle rouge de Prusse.

## Sources
- (nl) Cet article est partiellement ou en totalité issu de l’article de Wikipédia en néerlandais intitulé « Alexandre Cousebandt d'Alkemade » (voir la liste des auteurs).

1. ↑  Faire-part de décès de Alexandre Cousebandt d'Alkemade
2. ↑  « Chronique militaire », L'Indépendance Belge,‎ 14 août 1899, p. 3 (lire en ligne)
3. ↑  La noblesse belge, Bruxelles, Veuve Monnom, 1901 (lire en ligne), p. 2511-2512
4. ↑  Albert Duchesne, Bibliographie nationale - tome 31, Bruxelles, Emile Bruylant, 1961 (lire en ligne), p. 228-231